# دايفيد فريدمان
دايفيد فريدمان (بالإنجليزية: David Freedman)‏ هو كاتب سير وكاتب مسرحي أمريكي، ولد في 26 أبريل 1898 في بوتوشاني في رومانيا، وتوفي في 8 ديسمبر 1936 في نيويورك في الولايات المتحدة بسبب مرض قلبي وعائي.

## وصلات خارجية
- دايفيد فريدمان على موقع IMDb (الإنجليزية)
- دايفيد فريدمان على موقع قاعدة بيانات برودواي على الإنترنت (الإنجليزية)
- دايفيد فريدمان على موقع قاعدة بيانات الفيلم (الإنجليزية)